# Васильев, Дмитрий Валентинович (журналист)
Дми́трий Валенти́нович Васи́льев (31 декабря 1975 — 7 сентября 2018) — российский журналист, «музыкальный энтузиаст» (самоопределение), издатель и культуртрегер в области экспериментальной электронной музыки. Автор каталога-исследования VIVA ITALIA, об итальянской экспериментальной музыке XX — начала XXI веков.

## Биография
Родился в Москве, в 1975 году в семье экономистов Васильевой Зинаиды Дмитриевны и Валентина Михайловича Кириченко. Рано научился читать и проявил интерес к музыке и звукам. С 1982 по 1989 учился в детской музыкальной школе № 56 Пролетарского района (ныне ГБУДО Москвы «Детская музыкальная школа им. Б. В. Асафьева»), по классу фортепиано. С 1982 по 1992 учился в школе № 1527, с углубленным изучением немецкого языка.
Школьником увлёкся просветительской деятельностью: устраивал лекции, издавал брошюры с фантастическими рассказами и дополнительными материалами по школьным предметам. Занимался в радиотехническом кружке при Московском дворце пионеров.
С 1992 по 1998 обучался в МИРЭА на факультете «Кибернетика», специальность «Автоматические системы управления в авиации».
Летом 1993 года провёл первую авторскую лекцию о современной экспериментальной музыке на улице в Севастополе. В 1995 году издал первый номер журнала «Независимая экспериментальная музыка». В 2010 году вошёл в состав жюри международного конкурса экспериментальной электроакустической музыки Prix Russolo, а в 2016 году выступил в качестве отборщика.
Всю жизнь прожил с матерью в Москве, в квартире на Затонной улице.
7 сентября 2018 года утонул в Чёрном море, на Яшмовом пляже. По свидетельству бывших с ним друзей, музыкантов Дейва Филлипса и Яна Крумла, Дмитрию оказали помощь профессиональные спасатели. Но несмотря на реанимационные мероприятия он скончался.

Похоронен в Москве на Домодедовском кладбище (участок № 43). 
Планов именно по книгам пока нет, но есть немало других проектов, которые хотелось бы успеть осуществить. Успеть — это самое трудное… 

## Творческая деятельность
Я считаю себя музыкальным активистом. Всё, чем я занимаюсь, так или иначе связано с поддержкой интереса к сцене экспериментальной музыки.
Дмитрий Васильев был музыкальным журналистом, многие годы описывавшим местную и международную сцены экспериментальной музыки. Его основными интересами была электронная музыка, экспериментальная музыка, авангардная музыка, индустриальная музыка и нойз.
В 1995 году основал журнал «Независимая электронная музыка». Всего опубликовал четыре выпуска, последний в 2003 году. Журнал оказал заметное влияние, как на сообщество почитателей подобной музыки, так и на музыкальную журналистику России. С 2015 года создавал подкаст с таким же названием. Всего опубликовал 290 выпусков.
В 2004 году основал лейбл Monochrome Vision, на котором выпустил свыше 50 CD с экспериментальной музыкой со всего мира. Среди музыкантов, изданных на лейбле, Cisfinitum, If, Bwana, Maurizio Bianchi, Eraldo Bernocchi, Киёси Мидзутани и многие другие деятели экспериментальной музыки.
С 2006 по 2018 год, как промоутер, организовал более сотни концертов иностранных и российских музыкантов по всей России. Среди выступлений: Troum, Джон Дункан, Шумы России, Киёси Мидзутани, Teatro Satanico и многие другие.
С 2010 года входил в жюри итальянской премии Prix Russolo.
В 2016 году издал VIVA ITALIA — 800-страничный каталог, описывающий итальянскую экспериментальную музыку XX — начала XXI веков, над которым работал в течение 15 лет. Книга была с интересом встречена в Италии и удостоилась ряда европейских презентаций.
В 2019 году в Школе дизайна НИУ ВШЭ создана фонотека, на основе коллекции, принадлежавшей при жизни Васильеву.

## Оценки деятельности
Джон Дункан: 
Существует множество свидетельств об исключительном усердии, с которым он исследовал самые темные уголки экспериментальной музыки во всем мире, от журнала, который он издавал за десятилетие до интернета, до авторитетного бокс-сета компакт-дисков Viva Italia.
Александр Старостин: 
Васильев был пионером, не жалевшим ни времени, ни средств на издание дисков и журнала, на служение искусству, которое он любил. Можно сказать, что он отдал всю свою жизнь этому и безусловно его влияние ощущается по сей день на всех, кто пишет в России о подобной музыке или слушает её.
Музыкант и композитор Евгений Вороновский (Cisfinitum):
Он был исследователем ужаса в звуке. Мне кажется, это его важнейшая функция с точки зрения оккультизма. Почему-то никому не приходит в голову говорить об этом, все делают вид, что он занимался музыкой. Я полагаю, что информационного следа, оставленного диминой деятельностью, любому хватит на несколько жизней. Он сделал всё, что должен был. Достойно завершил дело и ушёл вовремя.
Департамент культуры Болоньи: 
Viva Italia — панорамный обзор на итальянскую экспериментальную музыку последних 60 лет. Это первая попытка систематического исследования и понимания феномена экспериментальной музыки, индастриала, электроакустики, авангарда и других необычных итальянских музыкальных практик, предпринятая в России.

## Память
- «Monochrome Vision. In Memoriam of Dmitry Vasilyev», выставка (18 октября — 7 декабря 2018 года), Электромузей, Москва[27].
- «Musical Activist — A tribute to Dmitry Vasilyev», статья-трибьют.
- «Monochrome Visions (For Dmitry Vasilyev)», трибьют-альбом независимых электронных музыкантов[28].
- «Тиннитус», документальный фильм, реж. Даниил Зинченко[29], удостоен «Премии молодых кинокритиков» на кинопремии «Белый слон».
- «Галлюциногенные грибы России. Атлас-справочник», книга миколога Михаила Вишневского, посвящена памяти Васильева[30], включает в себя эссе Евгения Вороновского «Ризома Васильева».

## Интересные факты
- Васильев выделялся высоким ростом — 1 метр 96 сантиметров.
- Хобби — сбор грибов[2].
- На обратной стороне могильного памятника Васильева выгравирован палиндром SATOR.